# Fehlerverdeckung
Als Fehlerverdeckung (englisch error concealment) werden Verfahren zur Verdeckung von Fehlern in digitalen Datenströmen bezeichnet.
Solche Verfahren kommen zum Einsatz, falls die Kapazitäten einer Fehlerkorrektur erschöpft sind, also eine weitere Korrektur von Fehlern nicht möglich ist. Fehlerhafte Datenwörter werden in diesem Fall durch einen Schätzwert ersetzt. Um allerdings einen Schätzwert erstellen zu können, müssen als Voraussetzung bestimmte Aussagen über die zu übertragenen Daten und deren Struktur beim Empfänger getroffen werden können. Dieser Schätzwert kann dann unter jener Voraussetzung beispielsweise bei einem puls-code-modulierten Datenstrom, in welchem ein Abtastwert nicht richtig übertragen wurde, der Mittelwert (Interpolation) zwischen beiden richtig übertragenen Nachbarworten sein.
Eine weitere notwendige Voraussetzung für die Anwendung von Fehlerverdeckung ist eine Fehlererkennung.